# Horná Potôň
Horná Potôň (maďarsky Felsőpatony) je obec na Slovensku v okrese Dunajská Streda. V obci žije přibližně 2 300 obyvatel. První písemná zmínka o obci pochází z roku 1255.
Horná Potôň v dnešní podobě vznikla v roce 1940, když k ní byla přičleněná obec Benkova Potôň a v roce 1960 Čečínska Potôň. V letech 1940 až 1960 patřila k obci Michal na Ostrove.